# كين تشارلتون
كين تشارلتون (20 مارس 1941 في الولايات المتحدة - 17 يوليو 2024) (بالإنجليزية: Ken Charlton)‏ هو لاعب كرة سلة أمريكي في مركز هجوم صغير الجسم.

## وصلات خارجية
- كين تشارلتون على موقع سبورتس رفرنس (الإنجليزية)
- كين تشارلتون على موقع كلية كرة السلة في سبورتس رفرنس.كوم (الإنجليزية)
- كين تشارلتون على موقع ريلجم (الإنجليزية)